# Coniopteryx (Xeroconiopteryx) latilobis
Coniopteryx (Xeroconiopteryx) latilobis is een insect uit de familie van de dwerggaasvliegen (Coniopterygidae), die tot de orde netvleugeligen (Neuroptera) behoort. 
Coniopteryx (Xeroconiopteryx) latilobis is voor het eerst wetenschappelijk beschreven door Meinander in 1975.